# Gouaux-de-Luchon
Gouaux-de-Luchon è un comune francese di 46 abitanti situato nel dipartimento dell'Alta Garonna nella regione dell'Occitania.

## Società

### Evoluzione demografica
Abitanti censiti